# Consistórios de Pio XII

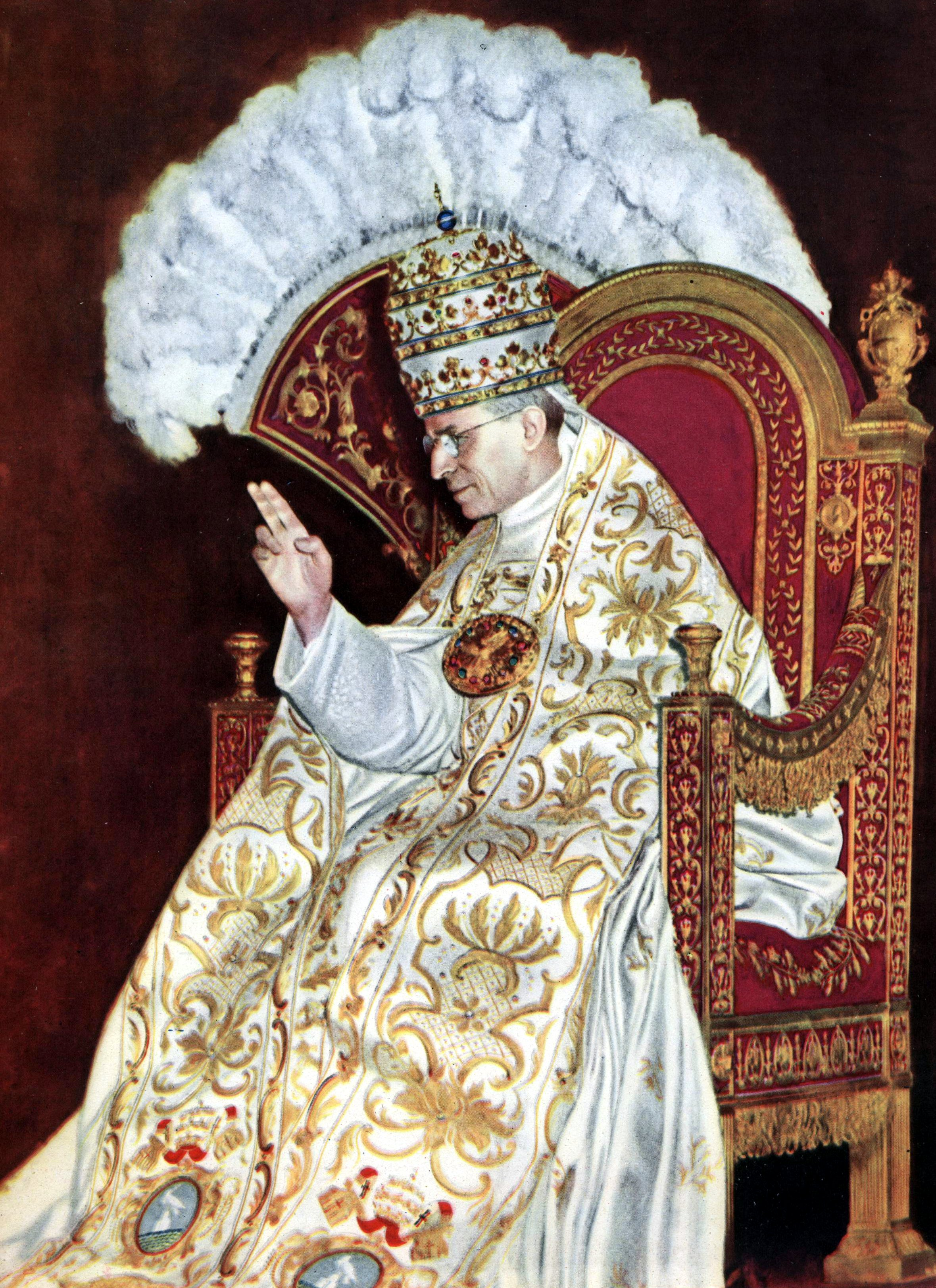
Papa Pio XII na cátedra e com a tiara papal, 1939.

Este verbete elenca todos os consistórios ordinários públicos para a criação de novos cardeais presididos pelo Papa Pio XII, com a indicação de todos os cardeais criados. Ao todos, foram realizados dois consistórios, com a criação de 56 novos purpurados.

## 18 de Fevereiro de 1946
Em 18 de fevereiro de 1946, durante o seu primeiro consistório, o Papa Pio XII criou trinta e dois cardeais. De acordo com o The New York Times, de 7 de dezembro de 1963, Alfonso Carinci, protonotário de Sua Santidade, teria sido convidado, mas recusou-se pois considerava que estava muito velho para o Colégio Cardinalício. Os novos purpurados foram:
1. Grégoire-Pierre XV Agagianian (1895–1971), Patriarca Católico Armênio da Cilícia;
2. John Joseph Glennon  (1862–1946), arcebispo de St. Louis;
3. Benedetto Aloisi Masella (1879–1970), núncio apostólico no Brasil;
4. Clemente Micara (1879–1965), núncio apostólico da Bélgica e internúncio em Luxemburgo;
5. Adam Stefan Sapieha (1867–1951), arcebispo de Cracóvia;
6. Edward Aloysius Mooney (1882–1958), arcebispo de Detroit;
7. Jules-Géraud Saliège (1870–1956), arcebispo de Toulouse;
8. James Charles McGuigan (1894–1974), arcebispo de Toronto;
9. Samuel Alphonsus Stritch (1887–1958), arcebispo de Chicago;
10. Augustin Parrado y Garcia (1872–1946), arcebispo de Granada;
11. Clément Émile Roques (1880–1964), arcebispo de Rennes;
12. Johannes de Jong (1885–1955), arcebispo de Utrecht;
13. Carlos Carmelo de Vasconcelos Motta (1890–1982), arcebispo de São Paulo;
14. Pierre-André-Charles Petit de Julleville (1876–1947), arcebispo de Rouen;
15. Norman Thomas Gilroy (1896–1977), arcebispo de Sydney;
16. Francis Joseph Spellman (1889–1967), arcebispo de Nova Iorque;
17. José María Caro Rodriguez (1866–1958), arcebispo de Santiago do Chile;
18. Teodósio Clemente de Gouveia (1889–1962), arcebispo de Lourenço Marques;
19. Jaime de Barros Câmara (1894–1971), arcebispo de São Sebastião do Rio de Janeiro;
20. Enrique Pla y Deniel (1876–1968), arcebispo de Toledo;
21. Manuel Arteaga y Betancourt (1879–1963), arcebispo de São Cristóvão de Havana;
22. Joseph Frings (1887–1978), arcebispo de Colônia;
23. Juan Gualberto Guevara (1882–1954), arcebispo de Lima;
24. Bernard William Griffin (1899–1956), arcebispo de Westminster;
25. Manuel Arce y Ochotorena (1879–1948), arcebispo de Tarragona;
26. József Mindszenty (1892–1975), arcebispo de Esztergom;
27. Ernesto Ruffini (1888–1967), arcebispo de Palermo;
28. Konrad von Preysing (1880–1950), bispo de Berlim;
29. Clemens August von Galen (1878–1946), bispo de Munster;
30. Antonio Caggiano (1889–1979), bispo de Rosário;
31. Thomas Tien Ken-sin, S.V.D. (1890–1967), vigário apostólico de Yangku;
32. Giuseppe Bruno (1875–1954), secretário da Sagrada Congregação para o Concílio.

## 12 de Janeiro de 1953
Em 12 de janeiro de 1953, o Papa Pio XII realizou seu segundo e último consistório, criando vinte e quatro novos cardeais. Carlo Agostini, patriarca de Veneza, que seria criado cardeal nesse consistório, morreu em 28 de dezembro de 1952. Os novos purpurados foram:
1. Celso Constantini (1876–1958), secretário da S. C. para a Propagação da Fé;
2. Augusto Álvaro da Silva (1876–1968), arcebispo de São Salvador da Bahia;
3. Gaetano Cicognani (1881–1962), núncio apostólico da Espanha;
4. Angelo Giuseppe Roncalli (1881–1963), Núncio Apostólico na França - Futuro Papa João XXIII eleito no Conclave de 1958;
5. Valerio Valeri (1883–1963), núncio apostólico emérito na França;
6. Pietro Ciriaci (1885–1966), núncio apostólico em Portugal;
7. Francesco Borgongini-Duca (1884–1954), núncio apostólico na Itália;
8. Maurice Feltin (1883–1975), arcebispo de Paris;
9. Marcello Mimmi (1882–1961), arcebispo de Nápoles;
10. Carlos María Javier de la Torre (1873–1968), arcebispo de Quito;
11. Aloysius Stepinac (1898–1960), arcebispo de Zagreb;
12. Georges Grente (1872–1959), arcebispo-bispo de Le Mans;
13. Giuseppe Siri (1906–1989), arcebispo de Gênova;
14. John Francis D'Alton (1882–1963), arcebispo de Armagh;
15. James Francis McIntyre (1886–1979), arcebispo de Los Angeles;
16. Giacomo Lercaro (1891–1976), arcebispo de Bolonha;
17. Stefan Wyszynski (1901–1981), arcebispo de Gniezno;
18. Benjamin de Arriba y Castro (1886–1973), arcebispo de Tarragona;
19. Fernando Quiroga y Palacios (1900–1971), arcebispo de Santiago de Compostela;
20. Paul-Émile Léger, P.S.S. (1904–1991), arcebispo de Montréal;
21. Crisanto Luque (1889–1959), arcebispo de Bogotá;
22. Valerian Gracias (1900–1978), arcebispo de Bombaim;
23. Joseph Wendel(1901–1960), arcebispo de Munique e Frisinga;
24. Alfredo Ottaviani (1890–1979), sub-secretário emérito da S. C. dos Negócios Eclesiásticos Extraordinários;